# Грицак Василь Миколайович
1991рік співзасновник Українського Союзу Інженерів та Науковців (радянських  дисидентів - "шістидесятників") «СВІУ
Васи́ль Микола́йович Грица́к (нар. 17 лютого 1961, с. Гориньград II, Рівненський район, Рівненська область)  — екс-заступник голови  Державної міграційної служби України, народний депутат України  V і  VI скликань, генерал-лейтенант міліції,  кандидат юридичних наук, доцент, Державний службовець першого рангу, Заслужений економіст України, Лауреат  Державної премії в галузі науки і техніки. Учасник бойових дій, нагороджений відзнакою Президента України — «Захиснику Вітчизни».

## Життєпис
З 1979 року по 1981 рік проходив службу в Радянській Армії в Алма-Аті, в/ч 78460, військово-транспортний полк авіації та зв'язку Середньоазіатського військового округу.
Освіта вища. У 1986 році закінчив  Український інститут інженерів водного господарства (м. Рівне), інженер-будівельник. В 1999 році — Одеська державна юридична академія, юрист-правознавець.
З 1986 по 1995 роки — робота на інженерних та керівних посадах в підприємствах м. Харкова та за сумісництвом керівник проєктного відділу УМВС України в  Харківській області, помічник начальника УМВС України в  Харківській області. З 1995 по 2001 рік — помічник ректора Університету внутрішніх справ — начальник відділу капітального будівництва, проректор з економіки і матеріально-технічного забезпечення  Національного Університету внутрішніх справ (Харків). У 1999 році захистив кандидатську дисертацію в докторській спецраді Одеської державної юридичної академії. З 2001 по 2005 рік — начальник Головного управління матеріально-технічного та військового забезпечення  Міністерства внутрішніх справ України, начальник Департаменту ресурсного забезпечення  Міністерства внутрішніх справ України.
З 2006 по 2012 рік —  народний депутат України V (2006—2007 рр.) і  VI (2007—2012 рр.) скликань  Верховної Ради України. Комітет з питань законодавчого забезпечення правоохоронної діяльності Верховної Ради України. Автор близько 80-ти  проєктів законів України, 35 з яких підписано  Президентами України.
У 2008 році був визнаний переможцем в одній з номінацій престижного світового рейтингу «ID People-2008» за роботу по законодавчому забезпеченню розвитку проєктів з впровадження електронних паспортів.
З 25 квітня 2013 по 04 березня 2014 року заступник Голови Державної міграційної служби України.
З 2008 до теперішнього часу голова Міжнародної громадської організації «Спілка генералів органів внутрішніх справ України».

## Діяльність у Верховній Раді
У 2006 році Народний депутат України Грицак В. М. вніс проєкт Закону України «Про національний демографічний регістр» № 2170 від 14.09.2006 р. З цього моменту законодавчо почалося вирішуватися питання про нову паспортну систему України і ідентифікаційні документи, згідно з новими стандартами ІКАО.
Постановою Верховної ради України № 719-V було приведено паспорт України для виїзду за кордон до європейських стандартів. В. Н. Грицак розробив Закон «Про пріоритетні напрями в діяльності правоохоронних органах України» № 2389-VI. Також розробив Закон «Про охоронну діяльність» (№ 4616-VI), який був успішно прийнятий. Вперше в Україні відрегульовано правові, організаційні та економічні основи впровадження охоронної діяльності всіх форм власності, прав фізичних та юридичних осіб під час здійснення охоронної діяльності.
Грицаком В. М. були розроблені два основоположних проєктів Законів «Про поліцію» і «Про Державну службу правопорядку». На підставі цих законів[джерело?] в 2014 році був прийнятий Закон України «Про Національну поліцію». Автори законопроєктів хотіли передбачити високий контроль над діяльністю міліції. «Скасування деяких звань обґрунтована тим, що в таких уже просто немає потреби. Про це нам говорить знову-таки європейський досвід. А підвищення зарплат призведе до поступової ліквідації корупції, яку, на жаль, за один день викорінити неможливо», — зазначив В. Грицак.
18 травня 2012 року В. Грицаком був внесений проєкт Закону «Про єдиний державний демографічний реєстр і про документи, які підтверджують громадянство України, свідчать особистість і її спеціальний статус». Закон був прийнятий в 2012 році (№ 5492-VI). Таким чином, Україна привела остаточно своє законодавство до світових стандартів в області ідентифікаційних документів. За оцінками світових експертів, більш якісного документа в цій сфері в Європі немає.
Також Грицаком В. М. розроблено ряд Законів «Про організацію правових основ боротьби з організованою злочинністю і корупцією». Брав активну участь в обговорені і голосуванні за вагомі закони в галузі фінансів, економіки, юриспруденції, зовнішньої і внутрішньої політики та інші. За оцінкою експертів був одним з найбільш дисциплінованих і ефективних депутатів в V і VI скликань Верховної Ради України.

## Громадська діяльність
З 2008 року по теперішній час Голова Міжнародної громадської організації «Спілка генералів органів внутрішніх справ України». Державний службовець першого рангу. Президент  Харківського обласного спортивного клубу «Центуріон». Голова громадської організації «Союз зброярів України».

## Лобістська діяльність у Верховній Раді
Журналісти сайту «Наші гроші», що проводить аналіз тендерів України, називають Василя Грицака лобістом концерну «ЄДАПС» у Верховній Раді, який користуючись своїм монопольним становищем, невиправдано завищує ціни на свою продукцію, за яку доводиться платити платникам податків.

## Наукова діяльність
Кандидат юридичних наук, доцент, лауреат  Державної премії в галузі науки і техніки. Лауреат міжнародного конгресу ID World «За значний внесок у розвиток електронних паспортів світу. Український закордонний паспорт» 18 листопада 2008 року (Мілан, Італія). Рішення конкурсної комісії  ОБСЄ, Єврокомісіїта Інтерполу.
Вибрані праці
- Грицак В. М., Поважнюк В. Г. Департамент ресурсного забезпечення МВС України — Київ: Преса України, 2007. — 166 с.
- Грицак В. М., Голуб Ю. М., Ільїн О. В., Большаков В. Н., Федько В. Ф. Зброя підрозділів спеціального призначення — Київ: ТОВ «Імідж Принт», 2008.  — 271 с.
- Грицак В. М., Сичик О. В. Село моє — душа моя: літопис сіл Гориньград-І та Гориньград-ІІ Рівненського району Рівненської області. Історія. Факти. Сучасність. Харків: ФО-П Залогін С. О., 2013. — 336 с.
- Грицак В. М. Свято-Троїцький Храм с. Гориньград Перший: 200 років з дня заснування. — Київ: КВІЦ, 2016. — 192 с.

Опублікував близько 40 наукових статей з питань юриспруденції, міграційної політики та економіки в наукових виданнях  України та інших держав.
Вибрані статті
- Грицак В. М. Взаємовідносини губернаторів та органів міського самоврядування у Російській імперії (друга половина ХІХ ст.) // Вісник Харківського національного університету внутрішніх справ. — 1999. — Випуск 9.
- Грицак В. Правовий стан губернаторів у Російській імперії у 50-60-ті рр. ХІХ ст. //Слобожанщина. — 1999. — № 11. — С. 192—199.
- Грицак В. М. Губернатор в державному механізмі Російської імперії в другій половині ХІХ ст. (на матеріалах Харківської губернії): історико-правове дослідження: автореф. дис. канд. юрид. наук: 12.00.01 / В. М. Грицак. — Одеса, 1999. — 21 с.
- Грицак В. М. Губернаторська влада в Російській імперії у 1870-х-1890-х рр. // 1999. — 2 // Вісник Запорізького юридичного інституту. — 1999. — С. 164—171.
- Грицак В. М. Правовий статус губернаторів у Російський імперії в 50-60-ті рр. XIX ст. // Вісник Харківського національного університету внутрішніх справ. — 1999. — Випуск 7. — Ч. 1 // 1999. — 7. — С. 22—301.
- Грицак В. Н. Актуальные вопросы государства и права. — (Одесская государственная юридическая академия), 1999.
- Грицак В. Н. Актуальные проблемы политики. (Одесская государственная юридическая академия), 1999.
- Грицак В. Н. Юридический вестник. (Одесская государственная юридическая академия), 1999.
- Грицак В. Н. Научный вестник Национальной академии внутренних дел Украины, 1999.
- Грицак В. Н. "Вестник университета внутренних дел Украины", 1999.
- Грицак В. Ощадливість та розумне обмеження витрат — основна вимога до ресурсного забезпечення ОВС //Міліція України. — 2002. —  № 12. — с. 6-7
- Грицак В. Про особливості ресурсного забезпечення ОВС //Міліція України. — 2003.   № 4, С. 7-8. — 67.9(4УКР-4ХАР)301.011.2-1 / Г85
- Грицак В. М. Губернатор в державному механізмі Російської імперії в другій половині ХІХ ст. (на матеріалах Харківської губернії) : монографія / В. М. Грицак.— Х.: Вид-во НУВС, 2003. — 160 с.
- Грицак В. Н. Научные работы Одесской национальной юридической академии, 2003.
- Грицак В. Н. Наше право. (Национальный университет внутренних дел Украины), 2003.
- Грицак В. М. Особливості конституційного устрою федеративних країн Європейського Союзу (досвід децентралізації) // Вісник Запорізького юридичного інституту. — 2004. — № 1. — С. 18—26.
- Грицак В. М. Правова характеристика адміністративно-територіального устрою українських земель у період з 1917 по 1991 р.р. // Бюлетень Міністерства юстиції України: офіц. вид. / засн. М-во юстиції України. — 2004. — № 9. — С. 5—25.
- Грицак В. Н. Актуальные проблемы современной науки в исследованиях молодых ученых. (Национальный университет внутренних дел Украины), 2005.
- Грицак В. Н. Научный вестник Киевского национального университета внутренних дел Украины, 2006.
- Грицак В. Країна готова до впровадження біометричних паспортів // Голос України. — 2007. — 19 грудня (№ 239). — С. 6.
- Грицак В. Н. Вестник Академии прокуратуры Украины, 2007.
- Грицак В. Н. Форум права. (Харьковский национальный университет внутренних дел);— по юридическим наукам, 2007.
- Грицак В. Н. Вестник Харьковского национального университета. — Серия «Право», 2008.
- 67.9(4УКР)308 / З-19 Законодавча реалізація кримінально-правової політики: аналіз законопроектної діяльності Верховної Ради України V скликання з питань кримінального права / В. Д. Швець, В. М. Грицак, Я. І. Василькевич, В. О. Гацелюк. — К. :Атіка, 2008. — 244 с.
- Грицак В. М. Особливості адміністративно-територіального устрою за Конституцією України // Наше право / Ourlaw: наук.-практ. журн. / засн. НУВС, Академія прав.наук України, Верховний Суд України та ін. — 2009. — № 4. — ч. 1. — С. 5—9.
- Грицак В. Адміністративно-територіальний устрій України (1991—1996 рр.): науково-правовий аспект // Вісник Академії прокуратури України: часопис /засн. Академія прокуратури України. — 2009. — № 4. — С. 64—70.
- Грицак В. М. Особливості адміністративно-територіального устрою України у постконституційний період (1996р. і по даний час) // Європейські перспективи: наук.-практ. журн. / ХНУВС, Київський національний економічний університет імені Вадима Гетьмана та ін. — 2010. — № 1. — С. 5—17.
- Грицак В. М. Польсько-Литовська доба-як етап становлення адміністративно-територіального устрою українських земель // Наше право / Ourlaw: наук.-практ. журн. / засн. НУВС, Національна академія правових наук України, Верховний Суд України та ін. — 2010. — № 2. — ч. 1. — С. 19—25.
- Грицак В. Конституційно-правові поняття «державний устрій» та «територіальний устрій» і застосування їх у юридичній науці // Віче: теорет. і громад.-політич. журн. / засн. Верховна Рада України. — 2010. — № 7. — С. 8—10.
- Грицак В. Міліція може бути дієздатною, якщо вона належним чином забезпечена необхідними ресурсами // Міліція України: щомісяч. інформ.-попул. та наук.-практ. ілюстр. журн. / співзасн. МВС України та Державний ощадний банк України. — 2010. — № 2. — С. 3—5.
- Грицак В. М. Адміністративно-територіальний устрій на теренах українськиї земель: Галицько-Волинське князівство // Наше право / Ourlaw: наук.-практ. журн. / засн. НУВС, Національна академія правових наук України, Верховний Суд України та ін. — 2011. — № 1. — ч. 2. — С. 27—33.
- Грицак В. М. Політико-територіальний та адміністративно-територіальний устрій держави: проблема співвідношення понять // Європейські перспективи: наук.-практ. журн. / ХНУВС, Київський національний економічний університет імені Вадима Гетьмана та ін. — 2011. — № 1. — ч. 2. — С. 10—13.

## Нагороди
- Відзнака Президента України —  «Захиснику Вітчизни» (1999)
- Лауреат  Державної премії в галузі науки і техніки (2003)
- Почесна грамота Кабінету Міністрів України (2003)
- Іменна зброя Міністерства внутрішніх справ України (2003)
- Заслужений економіст України (2004)
- Іменна зброя Міністерства оборони України(2004)
- Почесна грамота Верховної Ради України (2011)
- Нагороди МВС України («Хрест слави», «Закон і честь»,  «Почесний працівник МВС України»,  «Лицар Закону», «За безпеку народу», «За розвиток науки, техніки і освіти I—III ступенів»)
- «За заслуги»  Міністерства юстиції України.
- «За заслуги»  МНС України.
- Відзначений відомчими нагородами: МВС  Російської федерації, Білорусі, Польщі, Угорщини, Молдови, Казахстану,  Вірменії та інших країн.

Нагороджений високими церковними нагородами за реконструкцію і реставрацію Свято-Троїцького храму (200 років) в селі Гориньград Перший Рівненського району Рівненської області, а також православних храмів в Харківській, Полтавській, Київській, Рівненській, Волинській та Закарпатській областях.

## Сім'я
- Дружина: Грицак Наталія Василівна.
- Діти: Марина, Ігор, Олександр.

- Брат: Грицак Віталій Миколайович (нар. 11 липня 1964), служив в Афганістані 1983—1985 рр., Нагороджений медаллю «За бойові заслуги», екс-начальник УВС Хмельницької області 2007—2008 рр., Екс-начальник Департаменту охорони при МВС України 2008—2010 рр., депутат Рівненської обласної ради 2010—2015 рр., генерал-майор міліції.
- Дід: Грицак Іван Макарович (нар. 18 березня 1888—1964) — марсовий унтер-офіцер Російського імператорського флоту на Балтиці. Служив на лінкорах «Імператор Олександр ІІ», «Гангут» та навчальному судні «Миколаїв» (1909—1917). Відзначений нагородами: бронзовою пам’ятною медаллю з нагоди святкування 300-річчя дому Романових  (04.03.1913 р.) та срібною медаллю «За усердие» на Станіславській стрічці (19.06.1915 р.). Служив молодшим матросом, матросом ІІ та І ступенів на навчальному судні «Миколаїв» (1909—1911), на  лінійному кораблі «Імператор Олександр ІІ» (1911—1913), знову повернувся на навчальне судно «Миколаїв» в 3-ю роту(1913—1914).  Проходив службу на лінкорі «Гангут» (лінкор російського і радянського флоту, останній за датою закладки та датою спуску на воду з чотирьох дредноутів балтійської серії типу «Севастополь») (1914—1916). З 1916 р. І.М.Грицака було підвищено у званні до марсового унтер-офіцера, про це було зазначено у «Списку нижніх чинів навчального судна “Миколаїв”» від 01.05.1916 р. Після закінчення служби, у 1919 р. повернувся в рідний Гориньград, де до кінця життя працював хліборобом. Помер 04 квітня 1964 р. в с. Гориньград Другий.

## Захоплення
У молодості — бокс, боротьба, зараз — футбол, історія військових битв і  Стародавнього світу.